# Velké Hamry
Velké Hamry (deutsch Großhammer, früher Groß Hammer) ist eine Stadt in Tschechien. Sie liegt elf Kilometer östlich von Jablonec nad Nisou im Isergebirge und gehört zum Okres Jablonec nad Nisou.

## Geographie
Die Stadt befindet sich im Südosten des Isergebirges im Tal der Kamenice. Im Westen und Nordwesten erstreckt sich der Schwarzbrunnkamm, auf dem die Pustina (831 m) und der Muchov (787 m) die höchsten Erhebungen bei Velké Hamry sind.
Durch Velké Hamry führt die Europastraße 65 / Staatsstraße 10 zwischen Tanvald und Železný Brod.
Nachbarorte sind Tanvald im Norden, Český Šumburk im Nordosten, Bohdalovice im Osten, Zlatá Olešnice und Haratice im Südosten, Michovka und Plavy im Süden, Zásada im Südwesten, Zbytky und Hamrska im Westen sowie Smržovka im Nordwesten.

## Stadtgliederung
Die Stadt Velké Hamry besteht aus den Ortsteilen Bohdalovice (Bohdalowitz) und Velké Hamry (Großhammer), die zugleich auch Katastralbezirke bilden. Grundsiedlungseinheiten sind Bohdalovice, Svárov (Swarow), Velké Hamry und Velké Hamry II-Hamrska (Hammer). Zu Velké Hamry gehören außerdem die Ortslagen Velké Hamry I (Unter Hammer) und Mezivodí.

## Geschichte
Die ersten Eisenhämmer im Tal der Kamnitz und am Südosthang des Schwarzbrunnkammes entstanden wahrscheinlich im 13. und 14. Jahrhundert, jedoch fehlen aus dieser Zeit schriftliche Überlieferungen. Die Wasserkraft der Kamnitz trieb mehrere Mahlmühlen, die Steinmühlen, an.
1844 wurde die Liebiegsche Textilfabrik in Swarow gegründet und es entstand eines der bedeutendsten Textilunternehmen der Monarchie Österreich-Ungarn und der späteren Tschechoslowakei. Am Fluss siedelten sich weitere Fabriken an. Der Bau der Straße von Tannwald nach Eisenbrod in den Jahren von 1864 bis 1867 sowie die zwischen 1870 und 1875 errichtete Eisenbahn sorgten für die erforderliche Verkehrsanbindung der Unternehmen. Ende März 1870 brach in der Liebiegschen Fabrik in Swarow ein Streik der Textilarbeiter aus, der von Soldaten des k.u.k. Infanterieregiments „Großfürst Constantin“ Nr. 18 blutig niedergeschlagen wurde. Vier Arbeiter kamen zu Tode. 1907 entstand in Mezivodí eine Spinnerei, daneben wurden auch zwei Ziegeleien betrieben.
1910 hatten Ober und Unter Hammer zusammen 4226 Einwohner, die überwiegend der tschechischen Volksgruppe angehörten. 1914 wurden die Gemeinden Ober Hammer und Unter Hammer zur Gemeinde Hammer vereinigt, die 1926 zum Marktflecken Groß Hammer erhoben wurde. Am 1. April 1937 erhielt Groß Hammer, das bis dahin zu Držkov gepfarrt war, ein eigenes Pfarramt. Nach dem Münchner Abkommen wurde Groß Hammer am 24. November 1938 in den deutschen Landkreis Gablonz eingegliedert. Dadurch erfolgte eine Aussiedlung der Tschechen. Im Jahre 1942 wurden aus den Marktflecken Groß Hammer und Haratitz, der Gemeinde Plaw und dem Ortsteil Swarow der aufgelösten Stadt Schumburg an der Desse die Gemeinde Großhammer (Isergebirge) gebildet. Nach dem Zweiten Weltkrieg wurde dies wieder aufgehoben; ein Großteil der  deutschsprachigen Bevölkerung wurde vertrieben. 1947 wurden Bohdalovice und Svárov eingemeindet. Seit 1968 ist Velké Hamry eine Stadt.

## Sehenswürdigkeiten
- Barockstatue Pieta in Mezivodí
- Denkmal für die Opfer des Textilarbeiterstreiks von 1870 in Svárov, 1963 errichtet
- Wenzelskirche in Hamrska, 1914 erbaut
- Kapelle der Hl. Anna in Hamrska, 1891–1894 im neoromanischen Stil errichtet
- Turnhalle, 1910 im Jugendstil errichtet
- kunstvoll gestaltetes Spinnereigebäude in Mezivodí, 1907–1908 errichtet, Denkmal der Industriearchitektur
- Hotel Britz, ehemaliges Gesellschaftshaus der Liebiegschen Textilfabrik